# هندريك شيربينهويزين
هندريك شيربينهويزين (1882 – 28 يونيو 1971) هو مبارز بالسيف هولندي راحل، مثّل بلاده في الألعاب الأولمبية الصيفية 1924.

## روابط رياضية
هندريك شيربينهويزين على موقع أوليمبيديا (الإنجليزية)